# A United Kingdom
A United Kingdom ist ein britisches Filmdrama mit romantischen Elementen der Regisseurin Amma Asante. Die Filmbiografie über Ruth Williams Khama und ihren Ehemann, den designierten König von Betschuanaland (später Botswana), Seretse Khama, basiert auf dem 2006 erschienenen Buch Colour Bar: The Triumph of Seretse Khama and His Nation der Historikerin Susan Williams. Der Film feierte am 10. September 2016 im Rahmen des Toronto International Film Festivals 2016 seine Premiere und kam am 25. November 2016 in die Kinos im Vereinigten Königreich.

## Handlung
Der Motswana Seretse Khama soll sich in den 1940er Jahren durch ein Jurastudium in London auf seine spätere Aufgabe vorbereiten. Dort lernt er bei einem Tanzabend Ruth Williams kennen, eine weiße Engländerin, die die Tochter eines Vertreters im Teehandel ist und als Sekretärin arbeitet. Schnell verlieben sich beide ineinander, beginnen eine Beziehung und beschließen zu heiraten. Ihre Verbindung wäre eigentlich recht bedeutungslos, wenn Seretse nicht das angehende Oberhaupt der Bamangwato in Betschuanaland wäre, das wiederum ein britisches Protektorat ist. Seine Hochzeitspläne erregen nicht nur die Gemüter der Regierung des britischen Empires und seiner Landsleute, zusätzlich erhält das afrikanische Land nun international große Aufmerksamkeit, denn die Beziehung entspricht nicht den gesellschaftlichen Gepflogenheiten jener Zeit. Auch die Familien der Verlobten lehnen diese Beziehung ab, und die britische Regierung befürchtet gar eine diplomatische Auseinandersetzung mit dem rassistischen Apartheidregime in Südafrika und den Verlust über die Kontrolle der vielen Bodenschätze des Landes. Als Khama die Engländerin im Jahr 1948 schließlich dennoch heiratet, ist der Skandal da, und die Liebesgeschichte der beiden stößt auf große Widerstände. Die britische Regierung versucht mit allerlei Ränkeschmiede die Eheleute auseinanderzubringen.
Dennoch reist das Paar nach Betschuanaland. Khamas Onkel, der bisher Statthalter des Königs war, ist dagegen, dass Khama unter diesen Umständen Oberhaupt des Volkes wird. Nach einer leidenschaftlichen Rede Khamas entscheidet sich die einberufene Versammlung der Einwohner jedoch für Khama und der Onkel zieht in eine andere Gegend, um Konflikte zu vermeiden. Mit der Zeit gewinnt Ruth einige Sympathie bei der Bevölkerung; auch die anfangs feindselig gestimmte Schwester Khamas unterstützt sie nun. Eines Tages wird Khama nach London beordert. Die schwangere Ruth bleibt in Afrika, da ihr Mann befürchtet, dass ihr die erneute Einreise verweigert wird. Stattdessen wird Khama in England eröffnet, dass er fünf Jahre lang nicht nach Betschuanaland darf. Währenddessen bringt Ruth in Afrika eine Tochter zur Welt. Khama wendet sich an die Öffentlichkeit und findet Fürsprecher in britischen Abgeordneten. Churchill verspricht im Wahlkampf, dass Khama im Falle seines Sieges wieder heimkehren dürfe. Nach der Wahl hält er sich aber nicht an dieses Versprechen; stattdessen soll Khama nun lebenslang im Exil bleiben. Ruth harrt zwar noch einige Monate in Afrika aus, kehrt dann aber nach London zurück. Da Khama von einem befreundeten Journalisten erfahren hat, dass in Betschuanaland Diamanten gefunden wurden, versucht er bei der britischen Regierung die Zusage zu erhalten, dass die Einheimischen die Schürfrechte für eventuell gefundene Bodenschätze bekommen, und ist damit erfolgreich. Schließlich darf Khama für eine Woche nach Betschuanaland reisen, um persönliche Angelegenheiten zu regeln. Er versöhnt sich mit seinem Onkel, verzichtet auf die Königswürde, damit er im Land bleiben kann, und plädiert dafür, es zu modernisieren und zu demokratisieren.
Im Abspann erfährt man, dass Khama 1966 der erste Ministerpräsident Botswanas wurde und Ruth sich in vielfältiger Weise für die Bevölkerung engagiert hat. Vor allem dank der Diamantenfunde entwickelte sich das Land wirtschaftlich ausgesprochen gut und gilt heute als eines der bestentwickelten Länder Afrikas.

## Hintergrund
Der Film basiert auf wahren Begebenheiten und erzählt die Geschichte des Kennenlernens und der Ehe zwischen Seretse Khama, dem Stammesführer der im Süden Afrikas gelegenen Nation von Bechuanaland (dem heutigen Botswana), das damals ein britisches Protektorat war, und Ruth Williams, einer weißen Britin, die aus der Mittelklasse stammte. Khama hielt sich für sein Studium der Rechtswissenschaften in London auf, und Williams arbeitete als Büroangestellte der Versicherungsgesellschaft Lloyd’s of London. Die Familie von Ruth Khama und der Ältestenrat der Bamangwato hatten sich gegen ihre Beziehung ausgesprochen, ebenso die Regierungen von Südafrika und Südrhodesien. Die britische Regierung ordnete schließlich das Exil an und äußerte sich dabei eindeutig rassistisch. Nach seinem Exil in London wurde Khama später der erste Präsident von Botswana nach der Unabhängigkeit des Landes. Mit Ruth Williams hatte Khama eine Tochter und drei Söhne, die zwischen 1950 und 1958 geboren wurden. Im April 2008 trat sein Sohn Ian Khama das Präsidentenamt an; sein Bruder Tshekedi Khama, den der Vater nach seinem eigenen Onkel benannte, ist auch nach dem Ausscheiden Ian Khamas als Präsident Minister im Kabinett.

## Produktion
Der Film basiert auf dem 2006 erschienenen Buch Colour Bar: The Triumph of Seretse Khama and His Nation der Historikerin Susan Williams.
Regie führte Amma Asante. Die Eltern der „schwarzen Britin“ wuchsen in einer britischen Kolonie auf. Das Drehbuch zum Film stammt von Guy Hibbert.
Die Rollen von Seretse Khama und Ruth Williams Khama wurden mit David Oyelowo und Rosamund Pike besetzt.
Die Dreharbeiten fanden am Old Royal Naval College und am Palace of Westminster in London, in der St. Mary’s Church in Isleworth in der Grafschaft Middlesex und in Serowe in Botswana statt.
Die Filmmusik wurde von Patrick Doyle komponiert. Kritiker, darunter Scott Feinberg von The Hollywood Reporter, erachteten die Filmmusik als Oscar-würdig, auch wenn vor dem Kinostart nur wenige Stücke daraus bekannt waren. Die Aufnahme mit den Prager Philharmonikern erfolgte unter der Leitung von James Shearman. Der Soundtrack zum Film umfasst 21 Stücke, hat eine Gesamtlaufzeit von 53:43 min und wurde am 24. Februar 2017 vom Plattenlabel Varèse Sarabande auf CD und als Download veröffentlicht.
Der Film feierte am 10. September 2016 im Rahmen des Toronto International Film Festivals 2016 seine Weltpremiere. Im Rahmen des London Film Festivals 2016 wurde der Film als Eröffnungsfilm gezeigt und feierte dort seine Europapremiere. Am 25. November 2016 kam der Film in die Kinos im Vereinigten Königreich. In den USA startete der Film am 10. Februar 2017. In Deutschland hat Telepool den Verleih übernommen. Dort startete der Film am 30. März 2017.

## Rezeption

### Altersfreigabe
In Deutschland ist der Film FSK 6. In der Freigabebegründung heißt es: „Das Drama erzählt nach einer wahren Begebenheit aus dem Jahr 1948 von einem afrikanischen König und einer britischen Büroangestellten, die gegen alle Widerstände seitens ihrer Eltern, aber auch ihrer Regierungen an ihrer Liebe festhalten. […] Das Plädoyer des Films gegen Rassismus und Hass wird bereits für ein sehr junges Publikum verständlich. Zwar können einzelne emotional intensive Situationen von Anfeindungen und Unruhen Kinder unter 6 Jahren überfordern, doch bereits 6-Jährige sind in der Lage, diese Szenen in den Kontext einzuordnen. Ihnen bietet der Film durch viele ruhige Passagen und imposante Landschaftsaufnahmen ausreichend Entlastung, um ihn ohne Beeinträchtigung zu verarbeiten.“

### Kritiken und Einspielergebnis
Der Film konnte 84 Prozent der Kritiker bei Rotten Tomatoes überzeugen. Bei Metacritic erhielt der Film einen Metascore von 65 von 100 möglichen Punkten.
Nina Jerzy von der Neuen Zürcher Zeitung erklärt, der Film von Amma Asante mit dem doppelsinnigen Titel erzähle Kolonialgeschichte aus anderer Perspektive. Auch Helmut Hollerweger vom Salzburger Fenster sagt, der Titel des Films sei Programm und zelebriere die Freiheit und Gleichheit aller Ethnien. Hollerweger sagt, A United Kingdom bewege sich inszenatorisch auf den Spuren opulenter Historiendramen im Stile von David Lean, und der Kinobesucher werde mittels romantischer Liebe, malerischen afrikanischen Landschaften und einer schönen Botschaft überwältigt. Die beherzt aufspielenden Hauptdarsteller David Oyelowo und Rosamund Pike, so Hollerweger, sorgten dafür, dass der Film nicht zu sehr in Kitsch abdriftet. Auch Glenn Kenny von der New York Times hebt insbesondere Oyelowo hervor, der A United Kingdom zu einem lohnenden Film mit Tiefgang mache. Kyle Smith von der New York Post kritisiert jedoch, die beiden Hauptfiguren blieben dennoch zweidimensional und langweilig.
Kenneth Turan von der Los Angeles Times meint, ein Eröffnungstitel der da lautet „Basierend auf einer wahren Geschichte“ versuchte in vielen Fällen Filmsünden zu kaschieren, doch im Fall von A United Kingdom sei dieser einleitende Satz eine Tür, die einen Zugang zu einem romantischen Drama eröffne, das von Minute zu Minute bemerkenswerter werde.

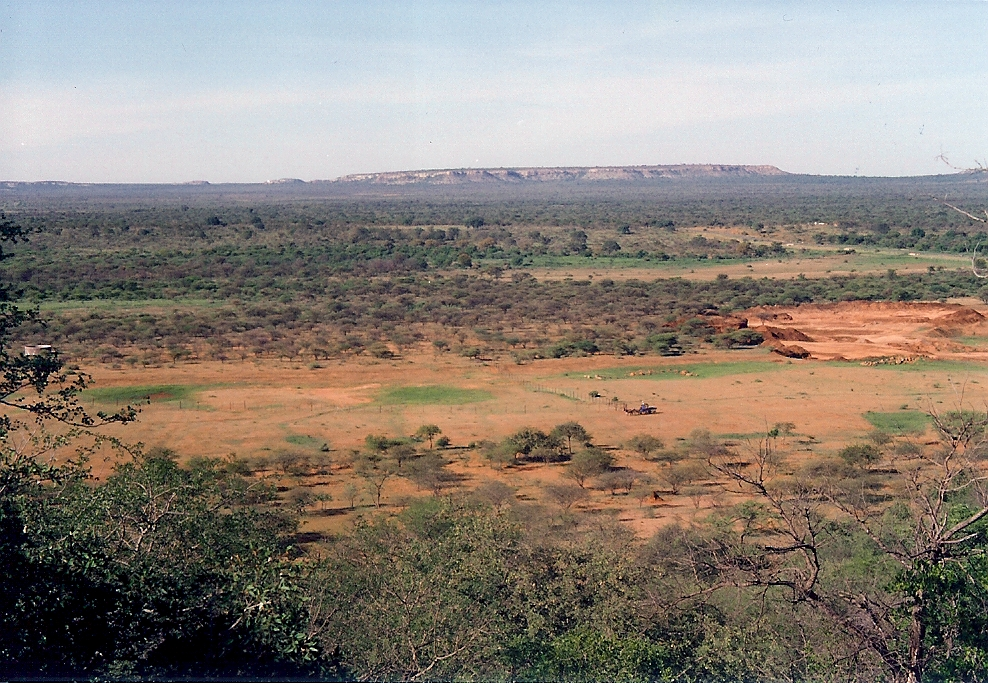
Christoph Meyer hebt in seiner Kritik insbesondere die spektakulären Landschaftsaufnahmen Botswanas hervor. Die Aufnahmen entstanden in Serowe am Rande der Kalahari

Christoph Meyer von der Luzerner Zeitung sagt, der Film sei dann stark, wenn es um Emotionen gehe, wenn die beiden Hauptdarsteller miteinander tanzten, lachten, weinten und wenn sie sich den gefühlskalten britischen Kolonialbeamten widersetzten. Besonders Rosamund Pike überzeuge hierbei durch ihre ausdrucksstarke Mimik, und David Oyelowo habe seinen besten Auftritt bei einer Rede von Seretse vor den versammelten Ältesten seines Volkes, als er mit Tränen in den Augen sagt: „Ich liebe dieses Land, aber ich liebe auch meine Frau“, so Meyer. Die spektakulären Landschaftsaufnahmen des hellen und warmen Botswanas stünden im Kontrast zu dem stets düsteren und verregneten London, so Meyer, und auf computeranimierte Bilder von Menschenmassen oder spektakuläre Panoramabilder virtuell erstellter Städte werde gänzlich verzichtet. Vielmehr lasse Asante die Weite der afrikanischen Steppe und die Größe der britischen Hauptstadt stets geschickt im Hintergrund erahnen. Schwach sei der Film hingegen zuweilen, wenn politische Theorien vorgetragen würden, so Meyer, und auch die Monologe von Seretse Khama wirkten nicht immer überzeugend.
Joe Morgenstern von The Wall Street Journal sagt, auch wenn man sich vielleicht wünsche, dass diese außergewöhnliche Geschichte mit mehr Flair erzählt worden wäre, bleibe es dennoch eine außergewöhnliche Geschichte, die auf historischen Ereignissen basiert, in denen Liebe und Idealismus aus zwei Richtungen mit Rassismus konfrontiert würden. Kathrin Horster von den Stuttgarter Nachrichten kritisiert hingegen im Hinblick auf die historischen Ereignisse, in den weichgezeichneten Bildern finde sich kaum eine Spur der von den Engländern verursachten Armut, die Seretse anprangert, und historisch Bedeutsames werde in dieser Kulisse zur Nebensache.
Scott Feinberg von The Hollywood Reporter sah in David Oyelowo einen möglichen Kandidaten in der Kategorie Bester Hauptdarsteller und in Rosamund Pike eine Kandidatin als Beste Hauptdarstellerin bei der Oscarverleihung 2017.
Die weltweiten Einnahmen des Films aus Kinovorführungen belaufen sich bislang auf 10,4 Millionen US-Dollar. In Deutschland verzeichnete der Film bislang 138.524 Besucher (Stand 20. Juli 2017).

### Auszeichnungen
British Independent Film Awards 2016
- Nominierung als Beste Nebendarstellerin (Terry Pheto)[22]

London Critics’ Circle Film Awards 2017
- Nominierung als Bester britischer Nachwuchsregisseur (Guy Hibbert, auch für Eye in the Sky)
- Nominierung als Bester britischer Darsteller (David Oyelowo, auch für Queen of Katwe)[23]

Black Reel Awards 2018
- Nominierung als Bester Film im Weltkino[24]